# GeoCities
Yahoo! GeoCities was een dienst waar iedereen gratis een website kon maken. 

## Geschiedenis
Het bedrijf werd in 1994 opgericht door David Bohnett en John Rezner.
Oorspronkelijk blonk GeoCities uit omdat iedereen gratis een website kon bouwen en laten hosten. Deze websites konden geplaatst worden in een virtuele stad met elk een eigen thema, zodat er een soort netwerk ontstond van websites. Deze functionaliteit werd later verwijderd.
In 1999 nam Yahoo! GeoCities over, waarna veel gebruikers overstapten naar andere webhostingbedrijven. Velen vonden namelijk dat Yahoo! profiteerde van anderen omdat het bedrijf eigenaar werd van alle teksten en afbeeldingen die door GeoCities gebruikers worden gepubliceerd.

### Stopzetting
Op 24 april 2009 kondigde Yahoo!, de eigenaar van GeoCities, aan dat het de dienst later in 2009 zou stopzetten. De website was nog altijd bereikbaar, maar er verscheen een pagina met de tekst "Sorry, new GeoCities accounts are no longer available." Op 26 oktober 2009 werd de dienst definitief stopgezet. Ongeveer 38 miljoen pagina's verdwenen van het internet.
Sindsdien is er nog wel geprobeerd om alternatieven aan te bieden voor het stopgezette GeoCities, maar die zijn niet zo groot geworden als het origineel. Neocities wordt tot op heden gebruikt, en heeft inmiddels meer dan 1 miljoen websites.